# Hristo Mladenov
Hristo Stefanov Mladenov (7 de janeiro de 1928 - 24 de agosto de 1996) foi um futebolista e treinador de futebol búlgaro.

## Carreira
Hristo Mladenov comandou elenco da Seleção Búlgara de Futebol da Copa do Mundo de 1974. 